# میلان اسکودا
میلان اسکودا (انگلیسی: Milan Škoda؛ زادهٔ ۱۶ ژانویهٔ ۱۹۸۶) یک بازیکن فوتبال اهل جمهوری چک است.

## باشگاهی
از باشگاه‌هایی که در آن بازی کرده‌است می‌توان به اسلاویا پراگ و بوهمیانس اشاره کرد.
وی همچنین در تیم ملی فوتبال جمهوری چک بازی کرده است.